# マッシモ・クリッパ
マッシモ・クリッパ（Massimo Crippa, 1965年5月17日 - ）は、イタリア・セレーニョ出身の元サッカー選手。元イタリア代表。現役時代のポジションはMF。

## 経歴
ナポリではディエゴ・マラドーナと共にリーグ優勝、UEFAカップ優勝を果たし。1992年から5シーズン在籍したパルマでは、1993年のUEFAスーパーカップ第2戦においてACミランを相手に決勝点を決めて優勝に貢献した。
1988年12月22日にスコットランドでイタリア代表デビュー、以降1996年1月24日のウェールズ戦まで、通算17試合に出場した。また1988年のソウル五輪、オーバーエイジ枠で1996年のアトランタ五輪にそれぞれ出場した。

## タイトル
ナポリ
- セリエA：1989-90
- UEFAヨーロッパリーグ : 1988-89
- スーペルコッパ・イタリアーナ : 1990

パルマ
- UEFAヨーロッパリーグ : 1994-95
- UEFAスーパーカップ : 1993